# Julien Potier
Pour les articles homonymes, voir Potier.
Julien Potier, né le 7 août 1796 à Villeneuve-sur-Verberie, et mort le 14 décembre 1865 à Charenton-le-Pont, est un artiste peintre, lithographe et un écrivain français.

## Biographie
Né le 7 août 1796 à Villeneuve-sur-Verberie, Antoine Potier est un élève de Pallière et de Pierre-Narcisse Guérin. Il expose au Salon de Paris de 1827 à 1848 et enseigne à l'académie de Valenciennes. Louis Rossy est son élève. Il est également directeur du musée de la ville. 
De 1819 à 1822, Potier a participé aux concours du Prix de Rome de peinture, sans jamais en être le lauréat.
Il est mort le 14 décembre 1865 à Charenton-le-Pont.

## Œuvres conservées dans les collections publiques
- 1821, Samson et Dalila, esquisse pour le concours du Prix de Rome de 1821, Valenciennes, musée des Beaux-Arts
- 1822, Oreste et Pylade, tableau du concours du Prix de Rome de 1822, huile sur toile, 1,14 par 1,46, Valenciennes, Musée des Beaux-arts.